# فرانكنبرغ (هسن)
فرانكنبرغ (ادر) (بالألمانية: Frankenberg, Hesse) هي بلدة، مدينة و بلدة ألمانية تقع في ألمانيا في Waldeck-Frankenberg.

## المدن التوأمة
مدن Frankenberg، Brou، Seekirchen am Wallersee، Manningtree و Bytów هي مدن توأمة لـفرانكنبرغ (ادر).